# Жуплянин, Стоян
Стоян Жуплянин (серб. Стојан Жупљанин, Stojan Župljanin, 28 сентября 1958) — бывший начальник полиции Республики Сербской, обвиняемый Международным трибуналом по бывшей Югославии в преступлениях против хорватов и мусульман в ходе боснийского конфликта. Арестован 11 июня 2008 года в окрестностях Белграда и выдан Гааге. В ходе процесса отказался признать себя виновным. 27 марта 2013 года приговорён к 22 годам лишения свободы.